# Кларк, Павел Иванович
Дети: Борис , Владимир, Наталия
Павел Иванович Кларк (19 июня (1 июля) 1863, Уфимская губерния — 15 ноября 1940, Ленинград) — участник российского и австралийского революционных движений, государственный деятель.

## Биография
Родился в семье лесничего, представитель рода Кларков переехавшего в Российскую империю в XVIII веке. В юности перебрался в Уфу, где около 1880 года окончил Уфимскую мужскую гимназию. Поступил в университет.
Сошёлся с местными народовольцами и вступил в их организацию в 1882 году (по другим данным, в 1881). Неоднократно подвергался арестам за подпольную деятельность. Разочаровавшись в народовольцах, перешёл в 1901 году к социалистам-революционерам.
Во время Первой русской революции стал одним из руководителей Читинской республики. После подавления восстания осужден военным судом и в 1906 году отправлен в Акатуйскую тюрьму, откуда вместе с сыном Борисом бежал в сентябре — октябре 1906. Бежал в Австралию.
В 1917 вернулся в Читу. Член Сибирского совнаркома (1918). После временного падения Советской власти перешел на нелегальное положение, в 1919 вновь эмигрировал в Австралию. Там он становится одним из создателей и руководителей Коммунистической партии Австралии.
В 1920 году возвращается в Советскую Россию. 1 августа 1920 г. вступил в РКП(б). Был министром путей сообщения, депутатом Учредительного, затем Народного собрания Дальневосточной республики. С 1923 года жил в Москве и Евпатории.
В 1928 году стал директором Эрмитажа, а через год — персональным пенсионером.
Скончался по одним сведениям 15 ноября 1935 года в Москве, по другим в Ленинграде в 1940 году.
Фигурирует в повести Н. Т. Ященко «Журавли не знают покоя» (1972).

## Сочинения
- В дни Ренненкампфа. — КиС, 1925, № 3, с. 51—73 Архивная копия от 13 июля 2021 на Wayback Machine, — № 4, с. 50—62 Архивная копия от 13 июля 2021 на Wayback Machine.